# Антоніо Табуккі
Анто́ніо Табу́ккі (італ. Antonio Tabucchi 24 вересня 1943, Піза — 25 березня 2012, Лісабон) — італійський письменник, перекладач, журналіст.

## Біографія
Народився 24 вересня 1943 року в місті Піза, а дитинство його пройшло в містечку Векк'яно, біля Пізи в домі дідуся й бабусі по материнській лінії
Табуккі вивчав гуманітарні науки в Паризькому та Пізанському університетах. Під час свого навчання в університеті Антоніо багато поїздив Європою, місцями авторів, з якими познайомився в бібліотеці свого дядька. Особливе враження справила на Табуккі Португалія й, зокрема, столиця Лісабон. Не дивно, що 1969 року Табуккі захистив дисертацію на тему «Сюрреалізм у Португалії». З 1973 року він викладав португальську мову та літературу в Болоньї.
Свій перший роман «Площа Італії» («Piazza d'Italia») Табуккі написав 1973 року (опублікований у видавництві «Бомп'яні» 1975 року).
1984 року з'явився його роман «Індійський ноктюрн» («Notturno indiano»), який також екранізував режисер Ален Корно в 1989 році. Фільм мав дві номінації на премію Сезар.
1985 року Табуккі видав книжку «Дрібні двозначності, не варті уваги» («Piccoli equivoci senza importanza»), а наступного року — роман «Лінія горизонту» («Il filo dell'orizzonte»), що був екранізований 1993 року. в цьому творі головний герой Спіно, намагається встановити особу трупа, але насправді шукає власну індивідуальність; тема пошуку ідентичності стає основною в творах Табуккі.
1987 року, після виходу книжок «Пернаті Беато Анджелико» («I volatili del Beato Angelico») та («Pessoana mínima»), Табуккі отримав престижну французьку премію Медічі за найкращий твір іноземного автора. 1988 року він написав комедію «Не відбулися діалоги» («I dialoghi mancati»). 1989 року президент Португалії нагородив Табуккі лицарським орденом Інфанта дона Енріке, того ж року його творчість була відзначена французьким орденом мистецтв та літератури.
З 1987 по 1990 рік Табуккі керував Інститутом італійської культури в Лісабоні. Столиця Португалії стала місцем дії багатьох його творів. Життя письменника проходило між Лісабоном, Пізою, Флоренцією та Парижом. До того ж він продовжував викладати португальську літературу в Сієнському університеті.
1991 року письменник опублікував роман «Чорний ангел» («L 'angelo nero»). 1992 року вийшов роман, написаний Табуккі португальською мовою «Реквієм», він був екранізований 1998 року режисером А.Таннером.
Проте справжнє визнання прийшло до Табуккі після публікації роману «Заявляє Перейра» (Sostiene Pereira, 1994), події якого розгортаються у період диктатури Салазара. 1995 року цей роман було екранізовано Роберто Фаенцою за участю Марчелло Мастрояні в головній ролі.
2001 року з'явився епістолярний роман Табуккі «Стає все пізніше. Роман у листах» («Si sta facendo sempre più tardi. Romanzo in forma di lettere»), що складається з 17 листів. 2002 року цей роман був відзначений премією французького радіоканалу «France culture».
За своє життя Табуккі багато подорожував, зокрема відвідав Бразилію та Індію.
Табуккі вважається відомим фахівцем з творчості португальського поета Фернанду Пессоа. Ще в молодості, в одному з книжкових кіосків біля Ліонського вокзалу в Парижі Табуккі натрапив на поему «Табакарія» (пер. з порт. «тютюнова крамниця») підписану Альваро де Кампосом, що був одним з гетеронімів Фернанду Пессоа. Це був французький переклад П'єра Уркада. Відтоді Табуккі зберіг інтерес до творчості Пессоа: використовував його образ в художніх творах та займався перекладами його поезій. 1990 року Табуккі видав «Записки про Фернандо Пессоа» («Un baule pieno di gente. Scritti su Fernando Pessoa»), а 1994 року опублікував книжку «Три останні дні з життя Фернандо Пессоа» («Gli ultimi tre giorni di Fernando Pessoa»). Він також переклав, прокоментував та впорядкував збірку поезії Фернанду Пессоа італійською мовою.
Табуккі часто публікувався на сторінках італійської газети Корр'єре делла Сера та іспанської Ель Паїс. 2004 року він отримав міжнародну премію імені Франциско де Сереседо в галузі журналістики.
Табуккі помер від раку 25 березня 2012 року у Шпиталі Червоного Хреста в Лісабоні.
Вдова письменника, Марія Жозе де Ланкастре, передала архів Табуккі на збереження в Національну бібліотеку Франції.

## Твори
- Piazza d'Italia (перше видання, Bompiani, 1975 — Feltrinelli, 1993), ISBN 978-88-07814-01-3
- Il piccolo naviglio (Mondadori, 1978 — Feltrinelli, 2011), ISBN 978-88-07018-63-3
- Il gioco del rovescio e altri racconti (prima edizione, Il Saggiatore, 1981 — Feltrinelli, 1988), ISBN 978-88-07811-74-6
- Donna di Porto Pim (Sellerio, 1983)
- Notturno indiano (Sellerio, 1984)
- Piccoli equivoci senza importanza (Feltrinelli, 1985), ISBN 978-88-07810-75-6
- Il filo dell'orizzonte (Feltrinelli, 1986), ISBN 978-88-07811-46-3
- I volatili del Beato Angelico (Sellerio, 1987)
- Pessoana mínima (Imprensa Nacional, Lisbona, 1987)
- I dialoghi mancati (Feltrinelli, 1988)
- Un baule pieno di gente. Scritti su Fernando Pessoa (Feltrinelli, 1990), ISBN 978-88-07816-25-3
- L'angelo nero (Feltrinelli, 1991), ISBN 978-88-07812-53-8
- Sogni di sogni (Sellerio, 1992)
- Requiem (Feltrinelli, 1992), ISBN 978-88-07812-82-8
- Gli ultimi tre giorni di Fernando Pessoa (Sellerio, 1994)
- Sostiene Pereira. Una testimonianza (Feltrinelli, 1994), ISBN 978-88-07813-81-8
- Dove va il romanzo (Omicron, 1995)
- Carlos Gumpert, Conversaciones con Antonio Tabucchi (Editorial Anagrama, Barcelona, 1995)
- La testa perduta di Damasceno Monteiro (Feltrinelli, 1997), ISBN 978-88-07815-31-7
- Marconi, se ben mi ricordo (Edizioni Eri, 1997)
- L'Automobile, la Nostalgie et l'Infini (Seuil, Parigi, 1998)
- La gastrite di Platone (Sellerio, 1998)
- Gli Zingari e il Rinascimento (Feltrinelli, 1999)
- Ena poukamiso gemato likedes (Una camicia piena di macchie. Conversazioni di A.T. con Anteos Chrysostomidis, Agra, Atene, 1999)
- Si sta facendo sempre più tardi. Romanzo in forma di lettere (Feltrinelli, 2001), ISBN 978-88-07817-40-3, ISBN 978-88-07530-15-9
- Autobiografie altrui. Poetiche a posteriori (Feltrinelli, 2003), ISBN 978-88-07420-98-6
- Brescia piazza della Loggia 28 maggio 1974–2004 (D'Elia Gianni; Tabucchi Antonio; Zorio Gilberto, Associazione Ediz. L'Obliquo, 2004)
- Tristano muore. Una vita (Feltrinelli, 2004), ISBN 978-88-07819-16-2
- Racconti (Feltrinelli, 2005), ISBN 978-88-07530-15-9
- L'oca al passo (Feltrinelli, 2006), ISBN 978-88-07840-72-2
- Il tempo invecchia in fretta (Feltrinelli, 2009), ISBN 978-88-07722-67-7
- Viaggi e altri viaggi (Feltrinelli, 2010), ISBN 978-88-07018-22-0
- Racconti con figure (Sellerio, 2011)
- Di tutto resta un poco. Letteratura e cinema (Feltrinelli, 2013), ISBN 978-88-07530-27-2
- Per Isabel. Un mandala  (Feltrinelli, 2013), ISBN 9788807030635

## Відзнаки
- 1989: Орден Мистецтв та літератури
- 1994: Премія Віареджо
- 1994: Премія Камп'єлло
- 1997: Премія Арістеіон
- 1998: Австрійська державна премія за європейську літературу